# 李良栄
李 良栄（り りょうえい、繁体字: 李良榮; 簡体字: 李良荣; 拼音: Lǐ Liángróng; ウェード式: Li Liang-jung）は、中華民国の軍人。黄埔軍官学校出身の国民革命軍軍人である。字は良安。

## 事跡

### 日中戦争まで
幼年時代は廈門の鼓浪嶼養元小学で学ぶ。1924年（民国13年）11月に黄埔軍官学校第1期を卒業した。その後、国民革命軍に加入して陳炯明討伐（第1次・第2次東征）や北伐に従軍している。1928年（民国17年）冬には上海労働大学で、1932年（民国21年）には陸軍歩兵学校第1期で、それぞれ学んだ。
陸軍歩兵学校での学習を終えると、李良栄は第88師補充団団長に任ぜられた。その後、第4次・第5次の中国共産党（紅軍）掃討作戦や福建人民政府討伐にも参加し、戦後に第106旅旅長に昇進している。1936年（民国25年）、航空委員会航空特務団（空軍地上部隊）団長に任命され、同年末には陸軍大学特別班第3期で学習している。
日中戦争（抗日戦争）勃発後の1938年（民国27年）に、李良栄は第27軍第46師師長として蘭封会戦に参戦した。ところが李の指揮は芳しくないと判定されたために師長から罷免され、軍事委員会委員長侍従室参謀に移されてしまう。1939年（民国28年）には軍政部第13補訓処処長に任命された。1941年（民国30年）、李は第1縦隊司令兼第88師師長に任ぜられる。同年9月、中国軍が福州を奪回すると李が警備司令に任命された。1945年（民国34年）には第28軍軍長に昇進した。

### 金門防衛と晩年
1946年（民国35年）に李良栄は整編第28師師長に任ぜられ、陸軍少将銜を授与される。翌年夏、第1兵団第2縦隊司令に任ぜられて山東解放区へ進攻、孟良崮の戦いにも参戦した。その後、整編第23軍軍長、第9綏靖区司令官を歴任する。1948年（民国37年）9月、福建省政府主席に任ぜられ、あわせて陸軍中将銜を授与された。しかし、1949年（民国38年）1月に早くも省政府主席から退き（後任は朱紹良）、4月には福州綏靖公署副主任、7月には第22兵団司令官兼廈門警備司令をそれぞれ務めている。8月、李は部隊を率いて金門島に退き、湯恩伯配下の金門防衛司令としてここを固守することになる。10月24日、中国人民解放軍が上陸作戦を開始したが、李は懸命に抗戦して撃退に成功した。
同年末、李良栄は台湾に移り、第3期台湾省臨時省議会議員、第1期台湾省議会議員、光復大陸設計研究委員会委員を歴任した。1957年（民国46年）7月、マレーシアに渡り、現地華僑の建築家である林添良らと馬来亜工鉱公司を設立している。1962年には大石水泥公司を設立し、常務理事兼総経理となった。
1967年6月2日、マレーシアのイポーで自動車事故に遭い死去した。享年59（満58歳）。